# Lisinski (Arsen Dedić & Gino Paoli)
Lisinski naziv je živog albuma Arsena Dedića i Gine Paolija, objavljenoga 2006. godine. 

## Popis pjesama
| 1.    | »Tvoje tijelo, moja kuća« (s albuma Ministarstvo)  | 4:28 |
| 2.    | »Sve što znaš o meni« (s albuma Čovjek kao ja)     | 3:27 |
| 3.    | »Tvoje nježne godine« (s albuma Homo volans)       | 3:24 |
| 4.    | »Vlakom prema jugu« (s albuma Rimska ploča)        | 2:48 |
| 5.    | »Otkako te ne volim« (s albuma Kino Sloboda)       | 2:59 |
| 6.    | »Lu« (s albuma Na zlu putu)                        | 1:27 |
| 7.    | »Pjesma izgubljene ljubavi« (s albuma Na zlu putu) | 3:02 |
| 8.    | »Gli innamorati sono sempre soli«                  | 2:10 |
| 9.    | »Zaboravlja se« (s albuma Rimska ploča)            | 2:25 |
| 10.   | »Kulture neće biti« (s albuma Dedić-Golob)         | 0:45 |
| 11.   | »Oteto iz tmine« (s albuma Svjedoci - Priče)       | 2:09 |
| 12.   | »Zavšni song« (s albuma Kino Sloboda)              | 2:04 |
| 13.   | »Senza fine«                                       | 4:53 |
| 14.   | »Odlazak« (s albuma Rimska ploča)                  | 2:47 |
| 15.   | »I na kraju malo sreće« (s albuma Ministarstvo)    | 1:59 |
| 16.   | »Il fantasma blu / La gatta«                       | 3:20 |
| 17.   | »Come si fa«                                       | 2:19 |
| 18.   | »Per te«                                           | 3:30 |
| 19.   | »Che cosa c'e«                                     | 2:38 |
| 20.   | »Il cielo in una stanza«                           | 3:51 |
| 21.   | »Fingere di te«                                    | 2:37 |
| 22.   | »Una lunga storia d'amore«                         | 3:15 |
| 23.   | »Senza fine«                                       | 3:04 |
| 24.   | »Sapore di sale / Okus soli«                       | 3:27 |
| 68:48 |                                                    |      |

## Impresum
- akustična gitara – Ante Gelo
- bas – Mladen Baraković
- grand piano – Adriano Pennino (16-23), Branko Bulić (1-15), Matija Dedić (tracks: 24)
- harmonika, miks, produkcija  – Muc Softić
- snimio, miks, master – Goran Martinac
- snimio, miks, producent – Nikša Bratoš
- vokali – Arsen Dedić (pjesme:1-12,14-15,24), Gino Paoli (pjesme: 16-24)

## Vanjske poveznice
- Discogs: Lisinski